# BD Wong
Bradley Darryl Wong, hay Huỳnh Vinh Lượng (sinh ngày 24 tháng 10 năm 1960), thường được biết đến với nghệ danh BD Wong, là một nam diễn viên người Mỹ gốc Hồng Kông. Ông từng thắng một giải Tony với vai Tống Lý Lăng trong vở kịch Hồ Điệp Quân.
Ông được biết đến với các vai diễn như Tiến sĩ George Huang trong Luật & Trật tự: Đơn vị Nạn nhân Đặc biệt, Cha Ray Mukada trong phim Xứ Oz, Tiến sĩ John Lee trong phim Thức tỉnh, tiến sĩ Henry Wu trong loạt phim Công viên kỷ Jura, Hugo Strange ở Gotham và Ngapoi Ngawang Jigme trong phim Bảy năm ở Tây Tạng. Wong là người dẫn chương trình của loạt phim tài liệu y khoa Something's Killing Me with BD Wong của HLN.
Wong cũng đã thực hiện nhiều công việc lồng tiếng và diễn xuất trên sân khấu. Vai lồng tiếng được biết đến nhiều nhất của ông là vai Lý Tường trong bộ phim hoạt hình Hoa Mộc Lan của Disney (1998 và 2004) và trò chơi điện tử năm 2005 Kingdom Hearts II.

## Đầu đời và giáo dục
Wong sinh ra và lớn lên ở San Francisco, là con trai của Roberta Christine Wong (nhũ danh Leong), một giám sát viên công ty điện thoại và William D. Wong, một nhân viên bưu điện. Ông có một anh trai cả và một em trai. Ông vốn là người gốc Hoa, với gia đình từ Hồng Kông. Wong theo học tại trường trung học Lincoln, nơi ông phát hiện ra niềm yêu thích diễn xuất của mình và đóng vai chính trong nhiều vở kịch của trường, trước khi theo học tại Đại học Bang San Francisco. Ông nhận bằng tiến sĩ danh dự tại Đại học Bang San Francisco ngày 27 tháng 5 năm 2022.

## Sự nghiệp
Wong đã nhận được sự chú ý rộng rãi nhờ màn ra mắt kịch sân khấu Hồ điệp quân với John Lithgow. Vở kịch đã giành được nhiều giải thưởng, trong đó có một số giải cho Wong, người vào thời điểm đó đã ngừng sử dụng tên đầy đủ thay cho tên viết tắt của mình. Kể từ đó, anh ấy đã ngừng sử dụng dấu chấm câu trong tên viết tắt của mình.
Ông được chú ý là diễn viên duy nhất được vinh danh với Giải thưởng Tony , Giải thưởng Phim truyền hình, Giải thưởng Outer Critics Circle Award , Giải thưởng Clarence Derwent và Giải thưởng Thế giới Sân khấu cho cùng một vai diễn.  Ngoài thời gian dài tham gia Luật & Trật tự: Đơn vị Nạn nhân Đặc biệt với vai bác sĩ tâm thần FBI, Tiến sĩ George Huang, anh đã có các vai diễn định kỳ trong All American Girl và đóng vai Cha Mukada trong tất cả sáu mùa của 
Xứ Oz, với sự xuất hiện của khách mời trên Hồ sơ X và Sesame Street.
Trên màn ảnh rộng, ông đã xuất hiện trong The Freshman (1990), bản làm lại năm 1991 của Father of the Bride và phần tiếp theo năm 1995, Father of the Bride Part II, Công viên kỷ Jura (1993), Executive Decision (1996), và Slappy và the Stinkers (1997). Sau đó, Wong trở lại sân khấu kịch với vai Linus trong sự hồi sinh của You're a Good Man, Charlie Brown, cùng với Anthony Rapp , Roger Bart và Kristin Chenoweth, và sự hồi sinh năm 2004 của tác phẩm Pacific Overtures của Stephen Sondheim.
Năm 2008, ông đóng vai chính trong chương trình Herringbone một người , trong đó anh thể hiện 12 vai diễn, tại Nhà hát McCarter tại Đại học Princeton. Ông đã mang chương trình đến La Jolla Playhouse ở San Diego vào năm sau. Năm 2012, Wong đóng vai chính trong Herringbone để mang lại lợi nhuận cho Dixon Place ở New York trong hai buổi biểu diễn. Việc sản xuất, được thu âm trực tiếp cho phát hành CD năm 2014, là lần xuất hiện đầu tiên của ông tại New York của tài liệu này, được tính đúng thời điểm kỷ niệm 30 năm sản xuất bản gốc ở New York.
Năm 2014, Wong đóng vai chính trong buổi công chiếu tại Mỹ bộ phim chuyển thể nổi tiếng Con côi nhà họ Triệu của James Fenton, một truyền thuyết kinh điển của Trung Quốc có nguồn gốc từ thế kỷ thứ tư trước Công nguyên, do Carey Perloff đạo diễn tại Nhà hát Nhạc viện Hoa Kỳ (ACT). Con côi nhà họ Triệu là một câu chuyện sử thi về sự hy sinh và trả thù. Hậu quả của một cuộc chính biến, một bác sĩ nông thôn buộc phải hy sinh con trai của mình để cứu người thừa kế cuối cùng của một gia tộc quý tộc và bị tàn sát. Đây là tác phẩm hợp tác sản xuất với La Jolla Playhouse .
Wong tuyên bố rời khỏi dàn diễn viên của Law & Order: SVU vào tháng 7 năm 2011, để tham gia một bộ phim hình sự khác của NBC là Thức tỉnh, trong đó ông đóng vai Tiến sĩ Johnathan Lee, một nhà trị liệu đối đầu của một thám tử LAPD (do Jason Isaacs thủ vai ) đã sống trong hai thực tế. Ông đóng vai khách mời trong tập thứ mười ba của Law & Order: SVU có tựa đề "Father Dearest" (phát sóng ngày 2 tháng 5 năm 2012).

## Đời tư
Wong công khai là người đồng tính nam. Ông bắt đầu mối quan hệ lâu dài với đặc vụ tài năng Richie Jackson vào năm 1988. Năm 2000, cặp đôi có hai con trai sinh đôi - Boaz Dov, chết 90 phút sau khi sinh và Jackson Foo Wong - thông qua một người mẹ thay thế sử dụng tinh trùng của ông và trứng do chị gái của Jackson tặng. Năm 2003, Wong đã viết một cuốn hồi ký về những trải nghiệm của mình với việc mang thai hộ có tựa đề Follow Foo: The Electronic Adventures of the Chestnut Man. Wong và Jackson kết thúc mối quan hệ của họ vào năm 2004. Wong là đồng cha mẹ của con trai mình với người bạn đời cũ Jackson và chồng của Jackson, Jordan Roth. Con trai Jackson Foo của ông công khai là người đồng tính, đã tiết lộ điều này vào năm ông 15 tuổi.
Vào ngày 7 tháng 10 năm 2018, Wong kết hôn với Richert John Frederickson Schnorr, người bạn đời 8 năm của ông tại Brooklyn , thành phố New York.

## Danh sách phim

### Điện ảnh
| Năm  | Tên                            | Vai                                  | Ghi chú                           |
| ---- | ------------------------------ | ------------------------------------ | --------------------------------- |
| 1986 | Cậu bé Karate 2                | Cậu bé trên phố                      | Được ghi nhận là Bradd Wong       |
| 1989 | Family Business                | Jimmy Chiu, Adam's MIT Prof          |                                   |
| 1990 | The Freshman                   | Edward                               |                                   |
| 1991 | Mystery Date                   | James Lew                            |                                   |
| 1991 | Father of the Bride            | Howard Weinstein                     |                                   |
| 1992 | The Lounge People              | Billy                                |                                   |
| 1993 | Jurassic Park                  | Dr. Henry Wu                         |                                   |
| 1994 | The Ref                        | Dr. William Wong, Marriage Counselor | aka Hostile Hostages (uncredited) |
| 1994 | Men of War                     | Po                                   |                                   |
| 1995 | Kalamazoo                      | Justin                               |                                   |
| 1995 | Father of the Bride Part II    | Howard Weinstein                     |                                   |
| 1996 | Executive Decision             | Sergeant Louie Jung                  |                                   |
| 1996 | Joe's Apartment                | Cockroach                            | Lồng tiếng                        |
| 1997 | Seven Years in Tibet           | Ngawang Jigme                        |                                   |
| 1998 | Slappy and the Stinkers        | Morgan Brinway                       |                                   |
| 1998 | Hoa Mộc Lan                    | Lý Tường                             | Lồng tiếng                        |
| 1998 | The Substitute 2: School's Out | Warren Drummond                      | Direct-to-video                   |
| 2002 | The Salton Sea                 | Bubba                                |                                   |
| 2004 | Hoa Mộc Lan 2                  | Lý Tường                             | Lồng tiếng                        |
| 2005 | Stay                           | Dr. Edmund Ren                       |                                   |
| 2006 | Ira & Abby                     | Party Guest                          |                                   |
| 2012 | White Frog                     | Oliver Young                         |                                   |
| 2015 | Focus                          | Liyuan Tse                           |                                   |
| 2015 | Jurassic World                 | Dr. Henry Wu                         |                                   |
| 2017 | The Space Between Us           | Tom Chen                             |                                   |
| 2018 | Jurassic World: Fallen Kingdom | Dr. Henry Wu                         |                                   |
| 2018 | Bird Box                       | Greg                                 |                                   |
| 2022 | Jurassic World: Dominion       | Dr. Henry Wu                         |                                   |

### Truyền hình
| Năm       | Tiêu đề                                                                   | Vai                                       | Ghi chú |
| --------- | ------------------------------------------------------------------------- | ----------------------------------------- | --- |
| 1983      | No Big Deal                                                               | Miss Karnisian's Class                    | TV film as Bradd Wong |
| 1986      | Simon & Simon                                                             | Counterboy – Photo Shop Clerk             | Episode: "Mobile Home of the Brave" |
| 1987      | Double Switch                                                             | Waiter                                    | TV film |
| 1988      | Crash Course                                                              | Kichi                                     | TV film as Bradd Wong aka Driving Academy |
| 1990      | Goodnight Sweet Wife: A Murder in Boston                                  | Kim Tan                                   | TV film aka The Charles Stuart Story |
| 1991      | Alive from Off Center                                                     | Actor                                     | Episode: "Dances in Exile" |
| 1993      | And the Band Played On                                                    | Kico Govantes                             | HBO TV film |
| 1994–1995 | All-American Girl                                                         | Dr. Stuart Kim                            | 18 episodes |
| 1994      | ABC Afterschool Specials                                                  | Johnny Angel                              | Episode: "Magical Make-Over" |
| 1995      | Dazzle                                                                    | Teng                                      | TV film |
| 1995      | Happily Ever After: Fairy Tales for Every Child                           | The Wolf Aladdin/The Genie                | Episodes: "Little Red Riding Hood" and "Aladdin" |
| 1995      | Bless This House                                                          | Johnny Chen                               | Episode: "Neither a Borrower Nor a Landlord Be" |
| 1996      | The X-Files                                                               | Det. Glen Chao                            | Episode: "Hell Money" |
| 1997–2003 | Oz                                                                        | Father Ray Mukada                         | 47 episodes |
| 1998      | Reflections on Ice: Michelle Kwan Skates to the Music of Disney's 'Mulan' | Captain Li Shang                          | TV film |
| 1999      | Chicago Hope                                                              | Dr. Kai Chang                             | Episode: "Upstairs, Downstairs" |
| 2000      | Welcome to New York                                                       | Dennis                                    | Episode: "Jim Gets a Wig" |
| 2002      | Kim Possible                                                              | Agent Will Du                             | Voice Episode: "Number One" |
| 2001–2021 | Law & Order: Special Victims Unit                                         | Dr. George Huang                          | 143 episodes, recurring cast Seasons 2–3, Series regular, Seasons 4–12, Guest star Seasons 13-15, & 17 |
| 2004      | Century City                                                              | U.S. Attorney Matthew Chin                | Episode: "Pilot" |
| 2007      | Marco Polo                                                                | Pedro                                     | TV film |
| 2012      | Awake                                                                     | Dr. John Lee                              | Series regular, 11 episodes |
| 2014      | The Normal Heart                                                          | Buzzy                                     | HBO film |
| 2015      | NCIS: New Orleans                                                         | Navy Lieutenant Commander Dr. Gabriel Lin | Episode: "The Walking Dead" |
| 2015–2018 | Madam Secretary                                                           | Brent Rosen                               | Episodes: "The Kill List", "Refuge" |
| 2015      | Nurse Jackie                                                              | Doctor Wu                                 | Episode: "Are You with Me, Doctor Wu?" |
| 2015–2019 | Mr. Robot                                                                 | Whiterose/Minister Zhi Zhang              | 22 episodes Recurring cast Seasons 1–2; series regular Seasons 3-4 Nominated—Critics' Choice Award for Best Guest Actor/Actress in a Drama Series Nominated—Primetime Emmy Award for Outstanding Guest Actor in a Drama Series |
| 2016–2019 | Gotham                                                                    | Professor Hugo Strange                    | 16 episodes |
| 2016      | Last Week Tonight with John Oliver                                        | Scientist                                 | Episode: "Scientific Studies" |
| 2017–nay  | Something's Killing Me with BD Wong                                       | Host/Presenter                            | Episodes: 6 in 2017 |
| 2017      | DuckTales                                                                 | Toad Liu Hai                              | Voice Episode: "The House of the Lucky Gander!" |
| 2018      | American Horror Story: Apocalypse                                         | Baldwin Pennypacker                       | 3 episodes |
| 2019–2020 | The Flash                                                                 | Godspeed                                  | Voice 2 episodes |
| 2020–nay  | Awkwafina Is Nora from Queens                                             | Wally                                     | Recurring role 7 episodes |

### Trò chơi điện tử
| Năm  | Tiêu đề                       | Vai              | Ghi chú         |
| ---- | ----------------------------- | ---------------- | --------------- |
| 2005 | Kingdom Hearts II             | Captain Li Shang | English version |
| 2007 | Kingdom Hearts II: Final Mix+ | Captain Li Shang | English version |
| 2015 | Lego Jurassic World           | Henry Wu         |                 |
| 2018 | Jurassic World Evolution      | Henry Wu         |                 |
| 2021 | Jurassic World Evolution 2    | Henry Wu         |                 |

### Nhà hát
| Năm       | Tiêu đề                          | Vai diễn           | Ghi chú |
| --------- | -------------------------------- | ------------------ | --- |
| 1988–1990 | M. Butterfly                     | Song Liling        | Broadway debut Clarence Derwent Award for Most Promising Male Outer Critics Circle Award for Best Debut Performance Drama Desk Award for Outstanding Featured Actor in a Play Theatre World Award Tony Award for Best Performance by a Featured Actor in a Play |
| 1993      | Face Value                       | Randall Lee        | |
| 1999      | You're a Good Man, Charlie Brown | Linus              | |
| 2004–05   | Pacific Overtures                | Reciter            | |
| 2012      | Herringbone                      | Various characters | One-man show |
| 2019      | The Great Leap                   | Wen Chang          | |

### Công viên chủ đề
| Year | Name                               | Role         | Theme Park                       | Notes                                 |
| ---- | ---------------------------------- | ------------ | -------------------------------- | ------------------------------------- |
| 2021 | DuckTales World Showcase Adventure | Toad Liu Hai | EPCOT                            | Upcoming; exact release date not set. |
| 2021 | VelociCoaster                      | Dr. Henry Wu | Universal's Islands of Adventure |                                       |

### Sách nói
| Năm  | Tiêu đề                                  | Tác giả                     | Nhà xuất bản           |
| ---- | ---------------------------------------- | --------------------------- | ---------------------- |
| 1997 | Ticktock                                 | Dean Koontz                 | Random House Audio     |
| 2002 | Balzac and the Little Chinese Seamstress | Dai Sijie                   | Random House Audio     |
| 2019 | The Red Scrolls of Magic                 | Cassandra Clare, Wesley Chu | Simon & Schuster Audio |
| 2020 | The Lost Book of the White               | Cassandra Clare, Wesley Chu | Simon & Schuster Audio |
| 2022 | To Paradise                              | Hanya Yanagihara            | Random House Audio     |